# George Gale & Co Ltd
George Gale & Co Ltd, bryggeri i Horndean, Hampshire, Storbritannien. Bryggeriet producerar real ale och invigdes 1847. 
Under 2005 köptes bryggeriet upp av Young's Brewery, och bryggeriet i Horndean lades ner i mars 2006. Flera av Gale-ölen fortsätter att bryggas i Young's bryggeri i Chiswick. 

## Exempel på varumärken
- Best Bitter
- HSB
- Festival Mild